# Lophocolea serrata
Lophocolea serrata là một loài Rêu trong họ Lophocoleaceae. Loài này được Mitt. mô tả khoa học đầu tiên năm 1875.